# سني هيل
سني هيل (هانغل: 써니힐) هي فرقة فتيات كورية جنوبية (سابقاً فرقة مختلطة) نشأت سنة 2007 من قبل فور إيفريون ميديا وإنتهت رسمياً في 18 أغسطس 2017. الفرقة مكونة من ميسونغ وجوبي وسيونغ آه وكوتا. والعضو السابق جونغهيون الذي خرج من الفرقة في 2014. 

## الأعضاء
- جوبي (هانغل: 김은영) ولدت باسم كيم إيون يونغ
- لي مي سونغ (هانغل: 이미성)
- لي سيونغ آه (هانغل: 이승아)
- كوتا (هانغل: 안진아) ولدت باسم أهن جين آه
- كيم جونغ هيون (هانغل: 김장현)

## الإصدارات الموسيقية
- Sunny Blues (2014)
- Way (2016)

## الجوائز
| السنة | الجائزة                                                                            |
| ----- | ---------------------------------------------------------------------------------- |
| 2007  | - Cyworld Digital Music Awards: Rookie of the Month (October) ("Ring Back Tone")   |
| 2011  | - 3rd Melon Music Awards: Music Style Best OST ("Pit-a-Pat The Greatest Love OST") |
| 2012  | - All The K-Pop: W.A.R.A. Awards: Transforming Group Award                         |

## روابط خارجية
- سني هيل على موقع ميوزك برينز (الإنجليزية)
- سني هيل على موقع ديسكوغز (الإنجليزية)